# Diademregenpfeifer
Der Diademregenpfeifer (Phegornis mitchellii) ist eine Vogelart aus der Familie der Regenpfeifer (Charadriidae). Er ist monotypisch innerhalb der Gattung Phegornis. Die Verwandtschaft dieser Art mit anderen Regenpfeiferarten ist ungewiss. Eine Studie aus dem Jahr 2010 legte nahe, dass sie mit australischen Regenpfeiferarten verwandt sein könnte.

## Beschreibung
Der Diademregenpfeifer ist ein kleiner, kompakter Regenpfeifer mit einer Länge von 16,5 bis 19 cm und einem Gewicht von 28 bis 46 g. Er hat einen schwarzen Kopf mit einem weißen Streifen über dem Auge, der sich an der Krone trifft, einen kastanienbraunen Hals, eine weiße Kehle und eine schwarz gesprenkelte Brust sowie eine graue Oberseite. Die Flügel sind kurz und der Flug wellig. Männchen und Weibchen sehen sich gleich und die Jungen haben einen grauen Kopf, weniger ausgeprägte Sprenkelung auf der Vorderseite und eine braune Oberseite.

## Vorkommen, Lebensweise und Gefährdung
Die Art kommt im Puna-Grünland Biom der Anden von Argentinien und Chile über Bolivien bis Peru vor. In diesem Lebensraum bevorzugt sie moosige Tundra, hoch gelegene Wiesen, Moore und Sümpfe. Der Diademregenpfeifer ist ein Höhenwanderer, der zwischen 3500 und 5000 m über dem Meeresspiegel brütet, aber auf 2000 m überwintern kann.
Diadamregenpfeifer brüten in den Sommermonaten und legen zwei olivgraue Eier mit schwarzen Flecken in ein rundes Grasnest. Die Daunenküken sind dunkelbraun, oben schwarz und unten heller marmoriert.
Die Art ist wenig bekannt und selten und wird nicht oft nachgewiesen. Während ihr Lebensraum als sicher gilt, ist es möglich, dass Überweidung eine Bedrohung darstellt.

## Etymologie und Forschungsgeschichte
Die Erstbeschreibung des Diademregenpfeifers erfolgte 1845 durch Louis Fraser unter dem Namen Leptopus (Leptodactylus) Mitchellii. Als Verbreitungsgebiet gab er Chile an. 1846 führte George Robert Gray für die Art die neue Gattung Phegornis ein, da sowohl Leptopus als auch Leptodactylus als Namen belegt waren. Dieses Wort leitet sich vom griechischen φεγγος, φαινω phengos, phainō für „Licht, Pracht, scheinen“ und ορνις, πτερόν ornis, ορνιθος für „Vogel“ ab. Der Artname mitchellii ist David William Mitchell (1813–1859), dem damaligen Sekretär der Zoological Society of London gewidmet.